# Rennau
Rennau est une municipalité allemande du land de Basse-Saxe et l'arrondissement de Helmstedt. En 2014, elle comptait 699 hab.
| - OpenStreetMap Limite communale |

## Source
- (de) Cet article est partiellement ou en totalité issu de l’article de Wikipédia en allemand intitulé « Rennau » (voir la liste des auteurs).